# Diplocephalus rostratus
Diplocephalus rostratus là một loài nhện trong họ Linyphiidae.
Loài này thuộc chi Diplocephalus. Diplocephalus rostratus được Ehrenfried Schenkel-Haas miêu tả năm 1934.